# Kamin, Kroleveț
Kamin (în ucraineană Камінь) este localitatea de reședință a comunei Kamin din raionul Kroleveț, regiunea Sumî, Ucraina. În secolul al XIX-lea, satul făcea parte din volostul Mutîn, uezdul Kroleveț.

## Demografie
Componența lingvistică a localității Kamin
     Ucraineană (93,06%)
     Rusă (5,92%)
     Alte limbi (0,11%)
Conform recensământului din 2001, majoritatea populației localității Kamin era vorbitoare de ucraineană (93,06%), existând în minoritate și vorbitori de rusă (5,92%).